# 11. Königlich Bayerische Reserve-Infanterie-Brigade
Die 11. Reserve-Infanterie-Brigade war ein Großverband der Bayerischen Armee.

## Geschichte
Die Brigade wurde zu Beginn des Ersten Weltkriegs im Rahmen der 6. Armee an der Westfront eingesetzt. Sie war der 5. Reserve-Infanterie-Division unterstellt. Der Stab des Ausmarsches führte ab 5. April 1915 die Bezeichnung Brigade „Samhaber“. Am 6. März 1915 wurde die Brigade aus dem Stab 9. Reserve-Infanterie-Brigade gebildet.

## Gliederung

### Kriegsgliederung vom 2. August 1914
- Reserve-Infanterie-Regiment 10
- Reserve-Infanterie-Regiment 13

### Kriegsgliederung vom 17. April 1915
- Reserve-Infanterie-Regiment 7
- Reserve-Infanterie-Regiment 10
- Reserve-Infanterie-Regiment 12
- 1. Reserve-Jäger-Bataillon

## Kommandeure
| Dienstgrad         | Name                      | Datum                               |
| ------------------ | ------------------------- | ----------------------------------- |
| Generalmajor       | Oskar Reuter              | 02. August bis 7. September 1914    |
| Generalmajor       | Franz Samhaber            | 07. September 1914 bis 6. März 1915 |
| Generalleutnant    | Hugo Huller               | 06. März 1915 bis 1. August 1916    |
| Generalmajor z. D. | Joseph Ritter von Schmauß | 01. August 1916 bis 17. Mai 1917    |
| Generalmajor       | Luitpold Weiß-Jonak       | 17. Mai 1917 bis Kriegsende         |